# Stichoplastoris stylipus
Stichoplastoris stylipus es una especie de araña migalomorfas de la familia Theraphosidae. Es originaria de Costa Rica y Panamá.  